# Españolas en París
Españolas en París (1971) és una pel·lícula espanyola social dirigida per Roberto Bodegas, qui també va escriure el guió juntament amb José Luis Dibildos, Antonio Mingote i Christian de Chalonge. És protagonitzada per Ana Belén i Laura Valenzuela. Va obtenir el Premi especial del 7è Festival Internacional de Cinema de Moscou en 1971. Es va estrenar a Espanya el 26 d'abril de 1971 i a França l'any següent a la sala Bataclan de París.

## Argument
(Conté el final de la pel·lícula)
La pel·lícula tracta el tema de les dones espanyoles que, a principis dels anys setanta, van emigrar a París per motius laborals. Una d'elles és Isabel, una noia de Sigüenza, la gran de cinc germans, que es trasllada a la capital francesa per treballar com a minyona a casa d'una família benestant, els Lemonier. Allí trava amistat amb altres compatriotes, com Emilia, Dioni i Francisca. També coneixerà Manolo, un jove xofer que no oculta que té promesa a Madrid amb la qual espera casar-se i viure en un pis quan aconsegueixi els diners necessaris. Però entre Isabel i Manolo sorgirà l'amor. Les seves amigues, especialment Emilia, li desaconsellen que surti amb ell, però continua la relació, quedant-se embarassada. Manolo no vol que tingui el nen, per la qual cosa intentarà, sense èxit, obligar-la a avortar. Finalment, ella, desencantada, treu a Manolo de la seva vida i lluita per si sola per tirar endavant al seu fill a la recerca d'un futur més digne. Acaba amb el poema palabras para Julia de José Agustín Goytisolo.

## Repartiment
- Laura Valenzuela - Emilia.
- Ana Belén - Isabel.
- Máximo Valverde - Manolo.
- Tina Sainz - Francisca.
- Elena María Tejeiro - Dioni.
- José Sacristán - Plácido.
- Emma Cohen - Katy.
- Simón Andreu - Director del Pompe Service.
- Teresa Rabal - Casilda.
- Pierre Vernier - Monsieur Lemonier.
- Françoise Arnoul - Madame Lemonier.
- Cristina Hoyos - Solista
- José Luis López Vázquez - Fernando.

## Crítica
Españolas en París és considerada la pel·lícula que inaugura l'anomenada "tercera via" del cinema espanyol dels anys setanta. Aquesta era una tendència que definia un tipus de produccions situades a mitges entre el cinema d'autor, la crítica a les imposicions del mercat i l'interès per arribar a la major quantitat possible de públic. Plantejava problemes relacionats amb la societat espanyola del tardofranquisme, però amb un tractament formal sense riscos. La pel·lícula presenta la realitat de les emigrants espanyoles que treballaven com a assistentes de llar a la capital francesa, incloent problemes com l'embarassat no desitjat i l'avortament, però sense arribar a la denúncia social com a tal.
El seu director, Roberto Bodegas, que va emigrar a París en 1956, exposa aquestes idees en una entrevista radiofònica durant la presentació del llargmetratge a la sala Bataclan de la capital francesa:Intentem fer un cinema que creiem correspon a una necessitat espanyola, (…) a un cinema que, sense abstreure's de la popularitat (…), dels problemes que bateguen a Espanya pugui, al mateix temps, no denunciar-los perquè és massa, posar-los en la pantalla però que la gent vagi a veure'ls. (…) Trencar la idea clàssica de cinema comercial i cinema no comercial, (…) fer un cinema digne (…) en què cada espanyol es pugui trobar en aquests personatges.
Per la seva banda, el productor José Luis Dibildos, va manifestar, en aquesta mateixa entrevista, la importància que s'estrenés a França, perquè així el públic d'aquell país aprengués a conèixer els éssers humans que hi ha darrere de moltes coses que ells no valoren només com uns elements de treball.

## Palmarès cinematogràfic
- Premi especial del Festival Internacional de Cinema de Moscou de 1971.
- Segon premi del Sindicat Nacional de l'Espectacle en 1971.
- Guanyadora de quatre premis del Cercle d'Escriptors Cinematogràfics en 1972: Millor pel·lícula; Millor actriu (Laura Valenzuela); Premio revelació (Roberto Bodegas) i Millor actriu de repartiment (Elena María Tejeiro).[10]

## Celebració del 40è aniversari
El 18 de juny de 2010, amb ocasió del 40è aniversari del rodatge de la pel·lícula, es va projectar a París, dins del festival Différent! 3. En la celebració van estar presents el director Roberto Bodegas i les actrius Ana Belén i Tina Sáinz.